# Кућа народног хероја Софије Ристић
Кућа народног хероја Софије Ристић се налази у Јарменовцима, на територији општине Топола. Кућа представља непокретно културно добро као споменик културе, решењем Завода за заштиту споменика културе Крагујевац бр. 865/1-74 од 26. маја 1975. године.
Домаћинство народног хероја Софије Ристић састоји се од куће полубрвнаре, зидане куће и млекара. Полубрвнара је грађена по типу куће „на ћелицу” са подрумом испод половине приземља. У делу хоризонтално слаганих, на крајевима унизаних брвана, налази се „кућа” са потпуно очуваним огњиштем са оригиналним веригама, орманом, наћвама за прављење хлеба и свим оним детаљима који карактеришу кућу тог периода. У другом делу куће налази се велика соба грађена у бондручном конструктивном систему са испуном од опеке. Соба је претрпела извесне промене што се тиче ентеријера. Кров је четвороводан првобитно покривен ћерамидом која је накнадно замењена фалцованим црепом.
У предњем делу куће где се налази огњиште, за време рата је била земуница. Улаз у земуницу био је испод самог огњишта тако да је огњиштем био замаскиран. После рата скровиште је затрпано.
Југоисточно од стамбене зграде налази се млекар у коме се такође за време рата налазила земуница за скривање учесника НОР-а. После рата и она је затрпана.
На фасади зидане зграде налази се спомен плоча од белог мермера, димензија 0,80m x 0,65m, која сведочи о активностима  Радојице и Софије Ристић током Другог светског рата и њиховом страдању.